# Capricorn (A Brand New Name)
"Capricorn (A Brand New Name)" és el primer single del quartet de rock 30 Seconds to Mars, de l'àlbum 30 Seconds to Mars.

## Posició a les llistes
| Any  | Llista (2002)                         | Posició |
| ---- | ------------------------------------- | ------- |
| 2002 | U.S. Billboard Mainstream Rock Tracks | 31      |
| 2002 | U.S. Billboard Heatseekers            | 1       |